# Israel Bringius
Israel Nicolai Bringius, född 12 september 1587 i Bringetofta, Jönköpings län, död 29 januari 1662 i Uppsala, var en svensk filosof och rättsvetenskapsman. Han var professor och rektor vid Uppsala universitet i fem omgångar.

## Biografi
Israel Bringius var son till kyrkoherden och häradsprosten i Bringetofta, Nicolaus Andræ och hans hustru Elin Nilsdotter, vars morbror Sven Pedersson adlats med en hjort som sköld. Israel och hans syskon upptog namnet Bringius efter födelseorten; en annan gren av ätten adlades med namnet Gyldenbring.
Han studerade vid domkyrkoskolan i Växjö, och blev sedan släkten samlat pengar till honom 1609 inskriven som student vid universitetet i Greifswald, förlade studierna vid ett flertal universitet, för att sedan disputera i Greiswald 13 februari 1611 med Disputatio metaphysicarum under Jonas Magni Wexionensis presidium. Han avböjde en tjänst som rektor vid skolan i Växjö, och kunde genom gåvor från släktingar fortsätta sina studier. Denna andra etapp av studierna bedrev han i huvudsak i Wittenberg, Tübingen och Helmstedt, där han studerade teologi för Nicolaus Hunnius, fysik för Nikolaus Granius, och logik och naturfilosofi för Martin Zieglerus. 1615 avlade han examen i Tübingen, disputerade med De unio transcendentali för den senare, och fick högst betyg av 51 studenter.
Året därpå återvände han till Sverige, och fick tjänst som adjunkt i filosofi vid Uppsala universitet. Snart kallades han emellertid av Abraham Pedersson Brahe till preceptor åt sonen Per Brahe, och de begav sig 1618 på en uppfostringsresa till kontienten och England som de återkom från först 1621. Bringius blev senare preceptor för söner av ätten Jacobskjöld, och det uppges ibland, dock troligen felaktigt, att Bringius åtföljde Brahe på en andra resa.
Den 5 november 1629 utnämndes Bringius till professor i etik och politik vid Uppsala universitet, och blev därmed den förste att inneha professuren i praktisk filosofi i Sverige. En utnämning till domare vid hovrätten i Åbo, avfördes efter att kollegor med ärkebiskop Petrus Kenicius i spetsen gjorde en framställan om att han var oersättlig. 1636 blev han och Laurentius Olai Wallius ansvariga för universitetsbiblioteket. Han deltog 1646 i en kommitté som utarbetade universitetets konstitution och blev året därefter promotor. Efter 20 år på lärostolen i praktisk filosofi, utnämndes han 1648 till Johannes Loccenius efterträdare som professor i juridik. Han avled 1662 av sviterna efter en olycka, då några skenande hästar kastat honom på marken.
Israel Bringius var den enda under sin samtid som "läste politicam", och en del av hans flertaliga disputationer behandlar grundläggande begrepp inom politiken. I mindre grad påverkad av klassikerna än vad som var sedvanligt, undervisade han om Jean Bodin och Johannes Althusius vilkas tankar om folksuveränitet och folkrätt ännu var tämligen obekanta i Sverige. Diskussionen om val eller arvrike är ämne för flera skriftliga diskussioner. I teologiskt hänseende var han en eklektiker med drag av såväl ramism som aristotelism. Med disputationen De regno var han en pionjär inom statsvetenskapen, då detta verk sannolikt är det första som redovisar Sveriges statsskick.
Bringius drev vid sidan av universitetstjänsterna en krog i Uppsala, där han serverade ett eget öl, Bringeölet.
Bringius var gift med en systerdotter till ärkebiskop Johannes Canuti Lenaeus, Katarina Lenaea, vars far Augustinus Jonae Bothniensis var från Umeå och blev kyrkoherde i Lena församling. Deras dotter Brita gifte sig med Jonas Rugman, och dottern Helena med kyrkoherden i Torsåker Henrik Myrander.